# NGC 5686
NGC 5686 (другие обозначения — MCG 6-32-75, ZWG 192.48, NPM1G +36.0345, PGC 52189) — спиральная галактика (Sa) в созвездии Волопас.
Этот объект входит в число перечисленных в оригинальной редакции «Нового общего каталога».